# Barrage de Tsiazompaniry

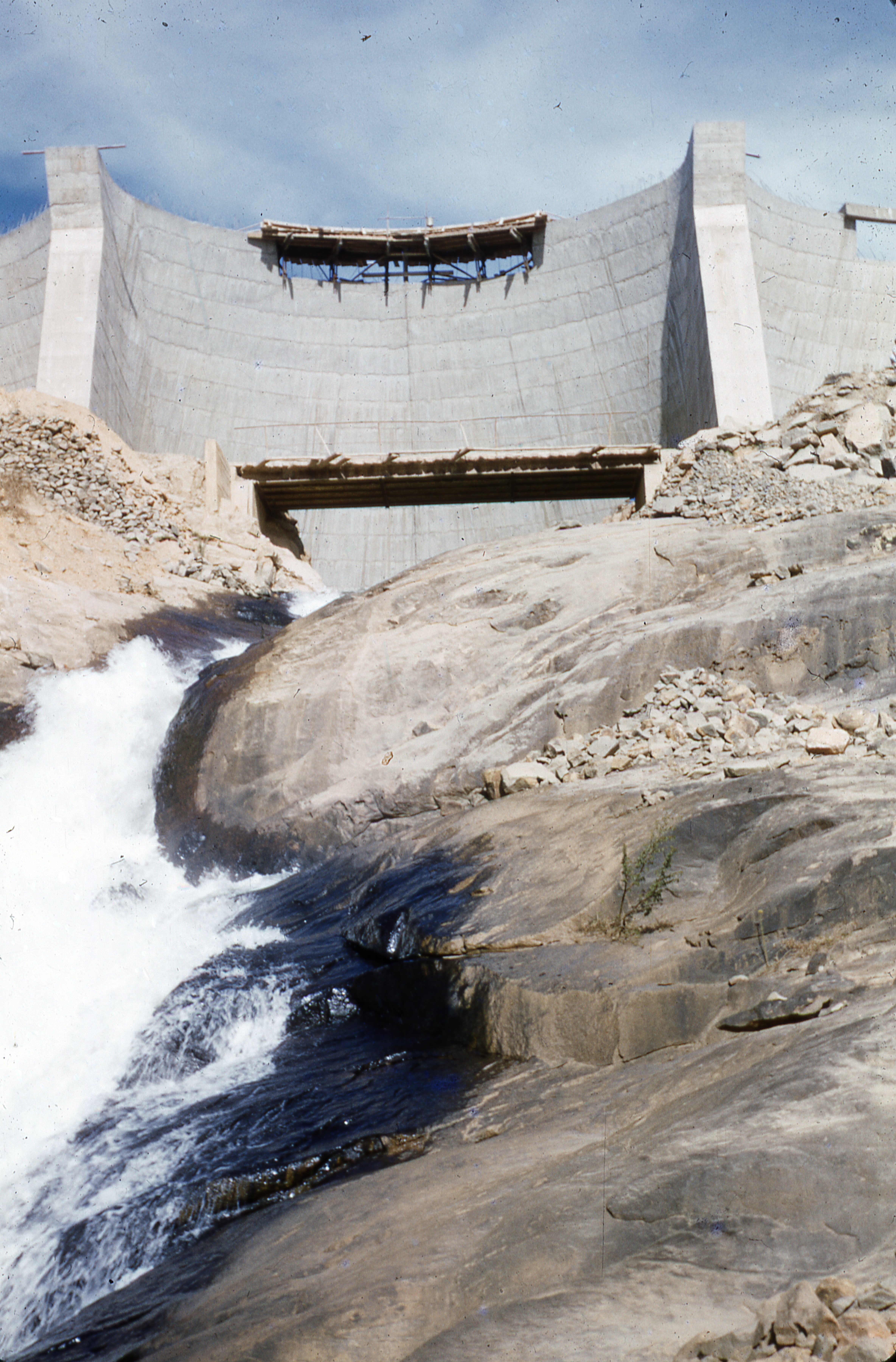

Le barrage de Tsiazompaniry est un barrage à voûte et contreforts en rives sur la rivière Ikopa, près de Tsiazompaniry, dans la région d'Analamanga à Madagascar. Le barrage fut construit par une entreprise française en 1956. Il retient l'eau dans le lac Tsiazompaniry, le plus grand lac de barrage du pays, avec une surface de 31 km2 et un volume de stockage de 260 000 000 m3. Un autre barrage du même type à 1 kilomètre au nord-ouest du barrage principal aide à contrôler le réservoir. L'eau relâchée depuis le barrage fournit un flux maîtrisé à la centrale hydroélectrique du barrage d'Antelomita en aval,. Un projet d'installer une centrale de 5,25 MW à la base du barrage démarra en 2011. La même année, le niveau du barrage fut exceptionnellement bas.
Le barrage ne parvint pas à contenir l'eau lors des inondations à Madagascar en 2015, ce qui causa la submersion de plusieurs dizaines de maisons, notamment à Ambatofotsy Atsimondrano le 25 février. Le gouvernement malgache réfléchit actuellement à une réfection du barrage.